# Cyparium javanum
Cyparium bowringi (лат.) — вид жуков-челновидок (Scaphidiinae) рода Cyparium из семейства жуков-стафилинид. Индонезия.

## Описание
Мелкие жесткокрылые, длина тела менее 5 мм. От близких видов отличаются следующими признаками: надкрылья с семью дискальными рядами точек; латеральная часть метавентрита и срединная часть I брюшного вентрита мелко пунктированы. Парамеры гениталий самца заметно расширены на вершине. Блестящие, красновато-коричневато-чёрные. Надкрылья покрывают все сегменты брюшка, кроме нескольких последних. Формула члеников лапок: 5—5—5. Предположительно, как и близкие виды, микофаги. Вид был впервые описан в 1990 году швейцарским энтомологом Иваном Лёблем (Ivan von Löbl).